# Стражи Риги
«Стра́жи Ри́ги» (латыш. Rīgas sargi) — латвийская военная драма 2007 года. Съемки длились с 2004 по 2007 год в специально построенном для фильма киногородке «Синевилла». «Стражи Риги» побили рекорд латвийских фильмов по количеству просмотров: за восемь недель фильм посмотрели более 139 000 человек.

## Сюжет
Фильм поставлен по мотивам обороны Риги латышскими и английскими войсками от русско-германской армии под командованием генерала Рюдигера фон дер Гольца и русского белого офицера Павла Бермонта-Авалова. События фильма разворачиваются в сентябре 1919 года, после окончания Первой мировой войны, во времена Латвийской войны за независимость.

## В ролях
| Актёр             | Роль                             |
| ----------------- | -------------------------------- |
| Янис Рейнис       | Мартиньш                         |
| Элита Клявиня     | Эльза (невеста Мартиньша)        |
| Гиртс Круминьш    | Павел Бермонт                    |
| Ромуалдс Анцанс   | Генерал Гольц                    |
| Гиртс Кестерис    | Арнольдс                         |
| Андрис Кейшс      | Эрнест Савицкис (друг Мартиньша) |
| Артурс Скрастиньш | Екабс                            |
| Улдис Думпис      | епископ                          |
| Петерис Крыловс   | Андриевс Ниедра                  |
| Кестутис Якстас   | Карлис Улманис                   |